# Out Here On a Friday Where It Began
Out Here On a Friday Where It Began es un EP en vivo de la banda australiana Hillsong Young & Free, publicado el 30 de julio de 2021.

## Lista de canciones
| N.º | Título                  | Duración |  |
| 1.  | «Phenomena (DA DA)»     | 2:42     |  |
| 2.  | «Freedom Is Coming»     | 3:23     |  |
| 3.  | «House of the Lord»     | 3:40     |  |
| 4.  | «Selah»                 | 1:36     |  |
| 5.  | «Pride of a Father»     | 5:12     |  |
| 6.  | «Never Fail»            | 5:18     |  |
| 7.  | «Song for His Presence» | 7:50     |  |